# Kaniya Sipî
Kaniya Sipî (Kurmandschi, „weiße Quelle“) ist eine der beiden heiligen Quellen im jesidischen Pilgerort Lalisch im Nordirak. Die andere heilige Quelle in Lalisch ist Kaniya Zimzim.

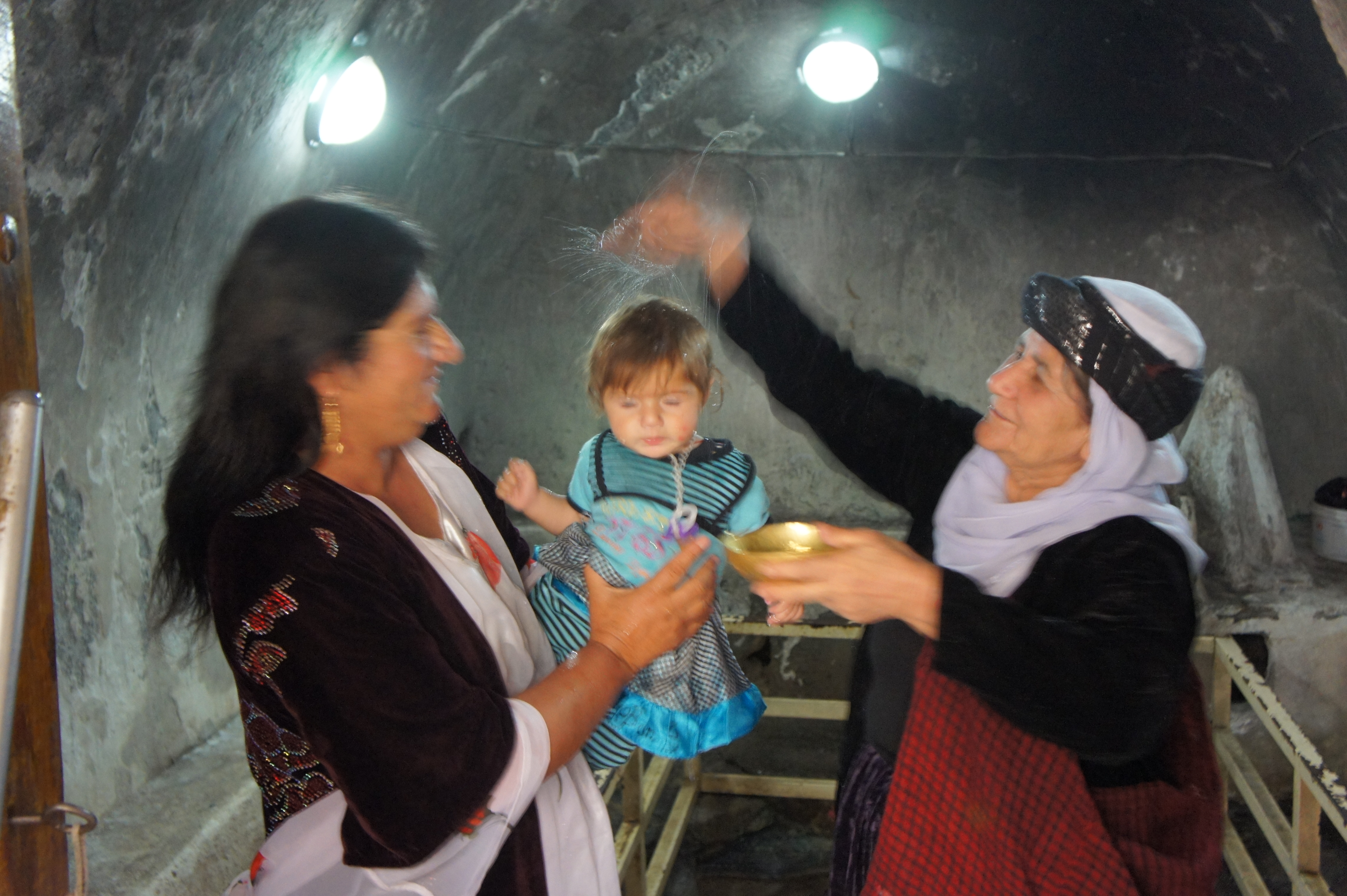
Jesidisches Kind wird in Lalisch mit Wasser aus der Kaniya Sipî besprengt.

Mit dem Wasser aus der Kaniya Sipî findet bei den Jesiden im Irak der Übergangsritus  morkirin statt (auch mor kirin  wörtlich „siegeln“), der oft mit der christlichen Taufe verglichen wird. Aus dem Glaubensbekenntnis der Jesiden heißt es „Kaniya Sipî mora mine“. Dies bedeutet auf Deutsch „Die weiße Quelle ist mein Siegel“.